# メデア (小惑星)
メデア (212 Medea) は、小惑星帯に位置する大きな小惑星の一つで暗い色をしている。
1880年2月6日にオーストリアの天文学者、ヨハン・パリサがポーラ（現クロアチア領プーラ）で発見し、ギリシア神話に登場する魔女、メデイア（ラテン語読みはメデア）にちなんで命名された。
2011年1月8日、日本から中国にかけて掩蔽が観測され、正確な形状が求められた。